# Richard St. John Ormerod Wayne
Richard St. John Ormerod Wayne (* 27. August 1904; † 5. Januar 1959) war ein britischer Kolonialpolitiker und ehemaliger Administrator von Antigua und Barbuda.

## Biografie
Nach der Schulausbildung am Eton College und noch während seines Studiums am Trinity College (Cambridge), das er 1929 mit einem Master of Arts (M.A.) abschloss, trat der Sohn eines Reverends 1926 in den britischen Kolonialdienst in der damaligen Kronkolonie Britisch-Zypern. Dort war er zuletzt von 1941 bis 1947 als Kommissar für Arbeit (Commissioner of Labour) tätig.
Im Anschluss daran wurde er 1947 von König Georg VI. zum Administrator von Antigua und Barbuda berufen. Dieses Amt übergab er nach siebenjähriger Tätigkeit 1954 an Alec Lovelace.